# Шанхай
Шанхай (на китайски: 上海; на пинин: Shànghǎi; произнася се [ʂɑ́ŋxài] на мандарин и [z̥ɑ̃̀hé] на у) е най-големият град в Китай и един от четирите градове-провинции, подчинени пряко на централното правителство. Разположен е в източната част на страната, при вливането на река Яндзъ в Източнокитайско море. Населението му в края на 2009 година е около 19 210 000 души.
В града живеят 26 875 500 души към 2022 г. Шанхай също така е център на метрополен регион с население от 40 000 000 души.
В миналото известен главно с риболова и текстилната си промишленост, значението на Шанхай нараства през 19. век, благодарение на благоприятното разположение на неговото пристанище и обстоятелството, че Нанкинският договор от 1842 г. го определя като един от градовете, отворени за международната търговия. Градът бързо се превръща в процъфтяващ център на презокеанската търговия и през 30-те години вече е многонационално финансово и бизнес средище. Либерализацията на китайската икономика след 1990 г. предизвиква нов тласък в развитието на града и през 2005 година Шанхай се превръща в най-голямото товарно пристанище в света.
Шанхай е и популярна туристическа дестинация, известна както с исторически забележителности, като кварталите Уайтан и Чънхуан Мяо, така и с модерния и разрастващ се район Пудун. Символът на града е кулата „Перлата на изтока“. Днес градът е най-големият център на търговията и финансите в Китай и е определян като „витрината“ на най-бързо развиващата се голяма икономика в света.
Шанхай има една от най-добрите образователни системи в Китай. Градът е първият в страната, който въвежда 9-годишно задължително образование. Според преброяване на населението от 2010 г. 22% от общото население на града са завършили колеж, което е двойно повече спрямо 2000 г., докато 21,0% са със средно образование, 36,5% – с основно образование и 1,35% – с начално образование. 2,74% от населението над 15-годишна възраст са неграмотни.
В Шанхай има повече от 930 детски градини, 1200 основни и 850 средни училища. Над 760 хил. ученици в средни училища и 871 хил. ученици в основни училища се обучават от съответно 76 и 64 хил. преподавателя.
Шанхай е значим център на висшето образование в Китай с над 30 университета и колежи. Голяма част от най-престижните университети в страната се намират в Шанхай, като например Университетът Фудан, Университетът Джиао Тонг, Университетът Тонгджи, Източнокитайският нормален университет, Шанхайският университет, Шанхайският университет по международни отношения и Шанхайският университет по финанси и икономика.
Според проучване държавните училища в Шанхай се славят с най-доброто качество на образование в световен мащаб.

## География
Шанхай е разположен в делтата на река Яндзъ на източния бряг на Китай, приблизително по средата между Пекин и Хонконг. Територията на общината включва полуострова между река Яндзъ и залива Ханджоу, третия по големина китайски остров Чунмин и няколко по-малки острова. Тя граничи с провинция Дзянсу на север и на запад, с провинция Джъдзян на юг и с Източнокитайско море на изток. Централната част на града се пресича от река Хуанпу, приток на Яндзъ. Тя отделя историческия център Пуси на западния бряг от съвременния център Пудун, включващ и централния финансов район Лудзядзуей, на източния бряг. Градът е пресечен и от много други реки, канали и езера.
Разположена в речната делта, по-голямата част от територията на града, с изключение на няколко хълма в югозападния край, е равнинна със средна надморска височина около 4 m. Най-високата точка е възвишение на остров Дадзиншан с надморска височина 103 m.
Климатът в Шанхай е влажен субтропичен (Cfa по Кьопен) с четири добре обособени сезона. През зимата студени северни ветрове от Сибир могат да доведат до отрицателни минимални температури, но обикновено снеговалежи има само през 1 – 2 дни в годината. Лятото е горещо и влажно с периодични порои и бури. През лятото и началото на есента са възможни и тайфуни. Най-приятните сезони са пролетта, въпреки променливото и често дъждовно време, и есента, когато времето обикновено е слънчево и сухо.
Средната температура през януари е 4,2 °C, през юли – 27,9 °C, а средната годишна температура е 16,1 °C. Средният брой на слънчевите часове в годината е 1878, най-високата регистрирана температура е 40,2 °C, а най-ниската – -12,1 °C. Средният брой на дъждовните дни е 112 годишно, като най-влажният месец е юни. По време на годината, през града може да преминат няколко тайфуна, но през последните години те не причинява сериозни щети, макар и да е имало случаи на временно затваряне на летищата и незначителни щети за градската икономика.

## История
Преди да стане град, Шанхай е част от уезда (окръг) Сундзян, под управлението на префектура Суджоу. От времето на Сун, Шанхай постепенно придобива значение на важно морско пристанище и надраства административния си статут (днес Сундзян е само един от районите на Шанхай).
През 15. век (времето на експедициите на Джън Хъ) основното морско пристанище в устието на река Яндзъ е Люцзяган, намиращо се на около 35 km нагоре от Шанхай по течението на реката, в днешната провинция Дзянсу. Впоследствие обаче то губи своето значение поради затлачване с речни наноси.
През 1553 г. изграждането на крепостна стена отбелязва разрастването на Шанхай като град. Около 1600 г. йезуитът Матео Ричи вече го споменава като важно място. Въпреки това до 19 век Шанхай все още не е сред най-значимите градове на страната и за разлика от други населени места в Китай, в него има сравнително малко исторически забележителности.
През 19. век обаче ролята на Шанхай се променя драстично, тъй като стратегическото място при устието на река Яндзъ го прави идеалното място за търговия със Запада.
По време на Първата опиумна война през първата половина на същия век, за известно време Шанхай е под контрола на британските войски. Войната завършва през 1842 г. с подписването на Нанкинския договор, според които редица договорни пристанища, включително Шанхай, се отварят за външна търговия. Според допълнителния протокол на договора от 1843 г. и китайско-американското споразумение от Ванся (1844 г.), западните сили получават екстериториални права, които са официално отменени едва през 1943 г. (тъй като ефектът им губи сила към края на 1930-те години).
В хода на Тайпинското въстание от 1853 г., Шанхай е превзет от триада, наречена „Общество на малките мечове“, отделила се от бунтовниците. По време на боевете, дървеният квартал на Шанхай е разрушен, но чуждестранното селище не е засегнато, и китайците се стремат да стигнат до него в търсене на убежище. Дотогава на тях е било забранено да се заселват в това селище, но ограничението е премахнато през 1854 г., след което цената на земята там се увеличава значително.
През 1854 г. също така се провежда първото ежегодно заседание на Шанхайския градски съвет, в чиито задачи влиза управлението на чуждестранните концесии. През 1863 г. селищата на Великобритания и САЩ, разположени на западния бряг на Хуанпу, съответно по южната и северната страна на река Суджоу, се обединяват под формата на Шанхайското международно селище. Франция не участва в съвета, съхранявайки независимия статут на френската концесия в Шанхай, която е разположена западно от международното селище.
Китайско-японската война от 1894 – 1895 г. за контрол над Корея завършва с подписването на договора от Шимоносеки, според който Япония се присъединява към списъка на чуждестранните държави в Шанхай. Японците построяват първите фабрики в града – пример, последван скоро и от другите страни, което поставя началото на шанхайската промишленост.
До началото на 20 век Шанхай става най-важният град в Китай. Тогава Шанхай е център на популярната култура, на споровете на интелигенцията и на политическите интриги от ерата на Република Китай. Шанхай в даден момент дори се превръща в третия най-голям финансов център в света, след Ню Йорк и Лондон, и най-натовареният търговски град от Далечния изток. След идването на комунизма през 1949 г., Шанхай страда от тежките данъци на централната власт и от края на навлизането на чужди капитали, докато много от „буржоазните“ елементи в града са премахнати. След връщането на пазарната икономика в политиката на Партията спрямо Шанхай през 1992 г., градът успява отново да задмине бързо развиващи се градове като Шънджън и Гуанджоу. Днес той се смята и за един от моторите на китайската икономика и финанси. Шанхай има и своите проблеми като голямата имиграция и социалното неравенство между бедни и богати. Въпреки предизвикателствата обаче многото небостъргачи и модерния начин на живот в града често символизират ускореното икономическо развитие на Китай като цяло.

## Население
Съгласно преброяване от 2000 г. населението на цялата територия на Шанхай (включително неградските зони) е 16 738 млн. души, като в това влизат и временно пребиваващи в града, чиито брой е 3 871 млн. души. От времето на предното преброяване 1990 г. населението на Шанхай се е увеличило с 3 396 млн. души. или 25,5%. Мъжете са 51,4% от населението на града, а жените – 48,6%. Децата до 14 години са 12,2% от цялото население, групата от 15 до 64 години – 76,3%, а тази над 65 години – 11,5%. 5,4% от населението е неграмотно. През 2003 г. Шанхай има 13,42 млн. официално регистрирани жители, а още над 5 млн. души живеят и работят в Шанхай неофициално, от които около 4 млн. са сезонни работници, най-вече от провинциите Дзянсу и Чжедзян. Средната продължителност на живота през 2003 г. е 79,8 години (мъже – 77,78 години, жени – 81,81). В края на 2007 г. населението на града с постоянен адрес е 13,79 млн. души, временен адрес имат 4,79 млн. души, а общото население с постоянен и временен адрес е 18,58 млн. души., като хората над 60 години са 20,8% от общото население на града. Съгласно официални оценки, на 31 декември 2009 г. населението на града е 24,632 млн. души, в това числа с постоянна регистрация – 19,213 млн. души, а емигрантите с временна регистрация, пребиваващи в града над 6 месеца, са 5,419 млн. души. Броят на тези емигранти официално отчитани от статистиката, е нараснал със 77,8% – от 3,05 млн. през 2000 г. до 5,42 млн. през 2009 г.

### Език
По-голямата част от населението на Шанхай говори шанхайски диалект на китайския език. Шанхайският диалект се отнася към групата диалекти у. В самия шанхайски диалект също има диалектни различия, макар че като правило, те са незначителни и не влияят на взаимното разбиране. В същото време китаец, който не говори на някой от диалектите у, трудно може да разбере шанхайския диалект. Сферата на използване на шанхайския се ограничива до устното общуване, а официален език е стандартния диалект на китайския путунхуа. Съвременният шанхайски диалект е резултат от смесването на различни у диалекти – тези на Суджоу, Нинбо и други близки региони, откъдето в течение на 19–20 век в Шанхай пристигат много преселници.
В днешно време почти всички шанхайци на възраст до 50 години свободно говорят на путунхуа. Владеенето на чужди езици също зависи от възрастовата група: английският е най-разпространен сред коренните шанхайци, получили образование преди революцията, както и сред младежите на възраст до 26 години, които изучават английски от началното училище.

## Икономика
Виж също: Шанхайска фондова борса
Шанхай е финансовият и търговски център на Китай. [[Политиката на реформи в града започва през 1992 г. – с десетилетие по-късно, отколкото в южните провинции. Дотогава голяма част от доходите на града отива безвъзвратно в Пекин. Дори след намаляването на данъчното бреме през 1992 г., данъчните постъпления от Шанхай съставят 20 – 25% от постъпленията на цял Китай (до 1990-те тази цифра е около 70%). В днешно време Шанхай е най-големият и развит град на континентален Китай.
През 2005 г. градът става най-голямото в света пристанище по обем на товароборота (443 млн. тона товари).
В началото на 21 век между Шанхай и Хонконг започва остра борба за правото да се нарекат икономически център на страната. През 2003 г. БВП на човек от населението в Шанхай е 46 586 юана (около 5 620 американски долара), което го поставя на 13-о място в списъка от 659 града на Китай. Сред предимствата на Хонконг са по-добре развитата правна система и по-големият опит в банковите дела и сферата на услугите. Шанхай има силни връзки с централното правителство и други райони на континентален Китай]], както и по-мощна производствена и технологична база. След предаването на Хонконг на Китай през 1997 г., ролята на Шанхай във финансовата и банковата сфера, както и в качеството му на място за разполагане на главните офиси на редица компании, се засилва, повдигайки въпроса за образуването на адекватна и съвременна работна сила. От 1992 г. икономиката на Шанхай расте ежегодно с повече от 10%. През 2005 г. номиналният БВП на града нараства с 11,1% и е 912,5 млрд. юана (114 млрд. американски долара).
През 1990 г. в Шанхай е създадена Шанхайската фондова борса, първата на територията на континентален Китай. След реформите в сектора през 2005 г. капитализацията на борсовите акции силно нараства.
Както и много други региони на Китай, Шанхай преживява строителен бум. Съвременната архитектура на града се отличава с уникален стил, – в частност, горните етажи на високите здания, заети от ресторанти, които по форма напомнят летящи чинини.
По-голямата част от строящите се в днешно време в Шанхай здания са високи жилищни постройки, различаващи се по височина, цвят и дизайн. Организациите, отговарящи за планироването на развитието на града, обръщат все по-голямо внимание на създаването на зелени зони и паркове в рамките на жилишните комплекси, с цел подобряване качеството на живот на шанхайците, което напълно съответства на лозунга на световното изложение Експо 2010 Шанхай: „По-добър град – по-добър живот“.
На 30 юни 2009 г. в района Минхан пада строяща се 13-етажна сграда, която обаче не се разрушава при падането си. Това уникално явление така и не получава еднозначно обяснение от експертите. Като версии се посочват – размиване на почвата, грешки в проектирането или строителството на подземен гараж по погрешни стандарти. В резултат на това загива един човек – 28-годишен строителен работник от провинция Анхуей, който не е имал време да се измъкне от сградата, в която е влязъл за инструменти.
Исторически, в Шанхай има доста голямо западно влияние, и в днешно време градът отново поема ролята на главен център на Китай при общуването му със Запада. Един от примерите за това е откриването на информационния център за обмен на медицински знания между западни и китайски институции за здравеопазване „Pac-Med Medical Exchange“. В района Пудун са разположени домове и улици, доста приличащи на деловите и жилищни райони на съвременните американски и западноевропейски градове. Издигнати са редица големи международни търговски и хотелски зони. Въпреки високата гъстота на населението и големия брой посетители, Шанхай е известен с ниските си нива на престъпност спрямо чужденците.

## Транспорт
В Шанхай действа съвременна транспортна система и за разлика от много други големи градове на Китай, улиците са поддържани чисти. По качество на въздуха, Шанхай превъзхожда редица други градове. (Ежедневен отчет за качеството на въздуха в 84 големи града на Китай Архив на оригинала от 2010-05-05 в Wayback Machine.) В същото време, в сравнение с други мегаполиси по света, замърсяването на въздуха в Шанхай е значително.
Системата за обществен транспорт в Шанхай се развива бурно: в града има над 1 000 автобусни линии, през 2010 г. шанхайското метро наброява 13 линии, а съгласно плановете, до 2020 г. се планират да влязат в експлоатация още 10 линии.
Шанхай има най-старата тролейбусна система в Китай: първият шанхайски тролейбус е пуснат на 15 ноември 1914 г., а в другите китайски градове тролейбуси се появяват през шестдесетте—осемдесетте години.
Шанхай е обслужван от две летища: „Хундзяо“ и международното летище „Пудун“, като общата съвкупност на пътникопотока отстъпва в Китай само на летището на Хонконг. От 2002 г. в Шанхай действа първата в света комерсиална железопътна линия на магнитни релси. Тя, както и движещите се по нея мотриси, е разработена от германски инженери от компанията „Трансрапид“. Линии държи рекорда за скорост в реална експлоатация с пътници – 430 km/h. Тя съединява града с летището „Пудун“ и преодолява разстоянието от 30 km за 7 минути и 21 сек. До 2010 г. са планирани продължения на линията до летището Хундзяо и още по на югозапад до Ханджоу, столицата на провинция Джъдзян, след което общата ѝ дължина ще бъде 175 km. През 2008 г. обаче, строителството е спряно и сроковете са преместени за 2014 г.
Към декември 2004 г. шанхайското пристанище, включващо новото дълбоководно пристанище Яншан, е най-голямото в света.
В Шанхай се съединяват три железопътни линии на Китай: линията Дзинху (京沪线; Пекин-Шанхай), преминаваща през Нанкин, Хухан (沪杭线), съединваща Шанхай и Ханджоу, както и линията Сяоюн (萧甬线) – между Сяошан и Нинбо. Шанхай има три жп гари: Шанхайска, Западна шанхайска и Южна шанхайска.
Скоростните автомагистрали включват пътя Дзинху (Пекин-Шанхай), както и мрежа от съвременни автостради около града. Построеният 36-километров мост през залива Ханджоу съединява Шанхай с промишлената зона Нинбо и е най-дългият морски мост в света. Строителството му е завършено през 2008 г. Има амбициозни планове за строителство на авторобилен път от градските зони до остров Чунмин.
В самия Шанхай, много улици са дублирани с естакади, пресичащи се на различни нива, построени са вътрешен и външен автомобилен пръстен. Районите Пуси и Пудун са съединени с града чрез няколко тунела и моста.

## Култура
През първата половина на 20. век Шанхай става културен и икономически център на Източна Азия и се възприема като място за поява на всичко най-ново в Китай. Именно тук се появяват първия в Китай автомобил и съвременната система на канализация. Шанхай също така става поле на интелектуалните битки между социалистическите писатели, придържащи се към критическия реализъм (Лу Син, Мао Дун), и „буржоазните“, романтичните и ориентирани към естетиката автори (Ши Джъцун, Шао Сюнмей, Е Линфън, Джан Айлин).
Освен литературата Шанхай става люлка на съвременния китайски театър и кино. В Шанхай са снимани първият китайски късометражен филм „Трудни съпруги“ (1913 г.) и първият китайски художествен филм „История за това, как сиракът спаси дядото“ (1923 г.). Шанхайската киноиндустрия достига разцвета в началото на 1930-те години, като в нея се появява звезди, които са сравнявани с Мерилин Монро, например Джоу Сюан, завършила живота си със самоубийство през 1957 г. След края на Втората световна война и последвалата революция много шанхайски кинодейци емигрират в Хонконг и допринасят за бурното развитие на хонконгското кино.
Значителна част от шанхайската култура от времето след революцията се премества в Хонконг, заедно с многото емигранти, бягащи от революцията. Във филма „Любовно настроение“, сниман от Уонг Карвай (също хонконгски шанхаец), е показан живота на малката шанхайска община в Хонконг и е описано чувството на носталгия на режисьора по неговото детство. Във филма звучат песни в изпълнение на Джоу Сюан.

### Стереотип
Жителите на другите региони, като правило, описват шанхайците като меркантилни, самоуверени и надменни хора, гледащи отвисоко на провинциалистите. В същото време шанхайците са предмет на възхищение, благодарение на вниманието си към детайлите, добросъвестното изпълнение на договорките и професионализма си. У много китайци съществува убеждението, че шанхайците мъже обикновено са „под чехъла“ на жените си. В това има известна доза истина: шанхайските мъже често едновременно изпълняват задълженията за осигуряване на прехраната, на баща, на готвач, водопроводчик, дърводелец и т.н.

### Шикумен
Старите домове в стил шикумен са една от особеностите на шанхайската култура. Тези, по правило дву- или триетажни градски здания, са обградени с висока кирпичена стена. В двора на зданието и между домовете минават прави алеи, наричани лунтан (на шанхайски диалект лондан). В шикумен са събрани различни елементи на западната и традиционната китайска архитектура от долното течение на река Яндзъ.

## Забележителности
- Базиликата в Шешан
- Голям шанхайски театър
- Източноправославна църква
- Домът-шикумен, в който се провежда първата сбирка на Комунистическата партия на Китай
- Домът-музей на Сун Ятсен
- Домът-музей на Чан Кайши
- Домът-музей на цинския наместника и генерал Ли Хунчжан
- Джамия Сундзян
- Джамия Сяодаоюан
- Мемориален комплекс на Лю Сюн
- Кръглия мост[20]
- Крайбрежна Вайтан
- Пекинска опера в Шанхай
- Пазар Уенмяо
- Пазар за цветя и птици на улица Цзянъи Лу
- Пазар за ципао на улица Чанлъ Лу
- Антикварен пазар на улица Дунтай Лу
- Градина Юйюан
- Синагога Охел Рахел
- Цървата Дунцзяду
- Катедралата Сюйцзяхуей (Катедрала „Свети Игнасий“) и др.

## Известни личности
Родени в Шанхай
- Джеймс Балард (1930 – 2009), британски писател
- Даниел Джан (р. 1972), бизнесмен
- Дзю Уъндзюн (р. 1991), шахматистка
- Терънс Йънг (1915 – 1994), британски режисьор
- Чарлз Као (1933 – 2018), физик
- Джъндао Ли (р. 1926), физик
- Ли Пън (р. 1928), политик
- Шанън Лусид (р. 1943), американска космонавтка
- Жак Майол (1927 – 2001), френски гмуркач
- Уонг Карвай (р. 1958), режисьор
- Едмънд Фишър (р. 1920), швейцарско-американски биохимик
- Яо Мин (р. 1981), баскетболист

Починали в Шанхай
- Лю Сюн (1881 – 1936), писател